# Safe (film 1995)
Safe è un film del 1995 diretto da Todd Haynes e interpretato da Julianne Moore.

## Trama
Carol White è una donna borghese della San Fernando Valley, la cui vita vuota e a tratti superficiale viene sconvolta quando si ammala di una malattia definita "l'allergia del ventesimo secolo". Soffre di sensibilità chimica multipla che la porta ad avere forti attacchi di asma e che indeboliscono il suo sistema immunitario non riuscendo più a tollerare nulla di tossico, dai gas di scarico fino all'aria stessa. Tutto questo porterà Carol verso un auto-isolamento, trasformando la sua abitazione in luogo asettico e protetto, evitando di entrare in contatto con qualsiasi cosa di chimico.

## Distribuzione
Il film è stato presentato nella Quinzaine des Réalisateurs al 48º Festival di Cannes ed è stato candidato a quattro Independent Spirit Awards 1996.
In Italia l'edizione DVD del film è stata commercializzata con il titolo Safe - Sicura.